# Donald William Kerst
Donald William Kerst, född 1 november 1911 i Galena i Illinois, död 19 augusti 1993 i Madison i Wisconsin, var en amerikansk fysiker.
Donald William Kerst var filosofie doktor och professor i fysik vid University of Illinois at Urbana. Han studerade metoderna för acceleration av elektronerna till höga hastigheter. Kerst var den förste som lyckades konstruera en funktionsduglig betatron 1940. Till utvecklingen av denna accelerator, särskilt i riktning mot större elektronenergier, bidrog Kerst verksamt.